# Абрамян, Татев
Татев Абрамян (род. 13 января 1988, Ереван) — американская шахматистка, гроссмейстер среди женщин (2011).
В составе сборной США участница 4-х Олимпиад (2008—2014) и 3-х командных чемпионатов мира (2009, 2013 и 2015).

## Изменения рейтинга
| Графики недоступны из-за технических проблем. См. информацию на Фабрикаторе и на mediawiki.org. |